# Antonio Ubieto Arteta
Antonio Ubieto Arteta (Saragozza, 31 marzo 1923 – Valencia, 1º febbraio 1990) è stato uno storico e filologo medievalista spagnolo.

## Biografia
Discepolo dello storico medievalista José María Lacarra, si distinse come ricercatore della storia e della letteratura medievale soprattutto nell'ambito aragonese, dove studiò. Fu prima cattedratico dell'Università di Valencia (1958-1977), e dopo il ritiro del suo maestro Lacarra fu archivista e cattedratico dell'Università di Saragozza, e nel 1977 ottenne la Cattedra di Storia Medievale della suddetta Università, dirigendo il dipartimento omonimo fino al 1988. Nella sua tappa valenciana, si distingue lo studio sulla formazione del Regno di Valencia, e lo studio approfondito del "Llibre del Repartiment", dove dimostrò che Próspero de Bofarull aveva scartato vari insediamenti, che si riferivano a ripopolatori aragonesi, navarresi y castigliani e di molte altre "nazioni". Tali studi gli provocarono gravi conflitti con alcuni colleghi di tesi catalaniste; subì perfino minacce personali, apparendo scritte con il nome dei suoi figli e i collegi dove studiavano oltre ad attacchi diretti a lui, per cui ritiratosi il suo maestro, ritorno nella sua natia Saragozza.
La sua opera come medievalista comprende centinaia di lavori destinati all'edizione di fonti primarie di temi navarro-aragonesi, di storia valenciana o epica medievale. Si distingue il suo sforzo nel chiarimento delle origini dei regni di Castiglia, Aragona e Valencia e l'approfondimento nella storia d'Aragona, nel cui ambito pubblicò un'opera magna di riferimento in vari volumi, sulla Storia d'Aragona (Historia de Aragón).
Sono importanti parimenti i suoi apporti alla paternità e datazione del Cantar de mio Cid, iniziando la corrente critica, oggi dominante, di una datazione tardiva e una paternità unica e probabilmente colta per il Cantar.
Come continuatori della sua opera figurano due discepoli come suo fratello, Agustín Ubieto, specializzato nella genesi e nei cambiamenti territoriali tanto della Spagna quanto dell'Aragona nelle sue note opere in formato di atlanti storici; e l'altro medievalista turolense Antonio Gargallo, che si distinse per il suo studio sulla Comunità di Teruel lungo tutta l'Età Media, e che a sua volta è servita d'ispirazione per la ricreazione annuale di Le Nozze di Isabella di Segura (Las Bodas de Isabel de Segura), rappresentata nel mese di febbraio a Teruel.
Lavorò anche in campo editoriale. In tale ambito fondò la rivista Ligarzas e la casa editrice «Anubar», delle quali fu direttore. In esse iniziò importanti collezioni, come Textos Medievales, Obras de Investigación, Comercio Valenciano, Temas Valencianos, e Alcorces.

## Opere scelte
- Antonio Ubieto Arteta, «Observaciones al Cantar de Mio Cid», Arbor, XXXVII (1957), 145-170.
- Antonio Ubieto, Juan Reglá, José María Jover, Carlos Seco, Introducción a la Historia de España, Teidei, 1963, ISBN 84-307-7310-X
- Antonio Ubieto Arteta, Historia de Aragón, Saragozza, Anubar, 1981-1989, 6 vols.
- —, Colección Diplomática de Cuéllar,  Segovia, Diputación Provincial, 1961. Presentación del Exmo. Sr. D. Pascual Marín Pérez, magistrado y catedrático de Derecho Civil.
- —, Orígenes del Reino de Valencia. Cuestiones cronológicas sobre su reconquista, I, Saragozza, Anubar, 1981, ISBN 84-7013-155-9
- —, Orígenes del Reino de Valencia. Cuestiones cronológicas sobre su reconquista, II, Saragozza, Anubar, 1979, ISBN 84-7013-156-7
- —, Cartulario de San Millán de la Cogolla (759-1076), Valencia, Anubar, 1976, ISBN 84-7013-082-X
- —, El "Cantar de Mío Cid" y algunos problemas históricos, Saragozza, Anubar, 1992, ISBN 84-7013-054-4